# Kanoistika na Letních olympijských hrách 1960
Závody v kanoistice na Letních olympijských her 1960 v Římě.

## Medailisté

### Muži
| Kategorie    | Zlato                                                                                               | Stříbro                                                                          | Bronz                                                                    |
| ------------ | --------------------------------------------------------------------------------------------------- | -------------------------------------------------------------------------------- | ------------------------------------------------------------------------ |
| C1 1000 m    | János Parti · Maďarsko (HUN)                                                                        | Aleksandr Silajev · Sovětský svaz (URS)                                          | Leon Rotman · Rumunsko (ROU)                                             |
| C2 1000 m    | Sovětský svaz (URS) · Leonid Gejštor · Sergej Makarenko                                             | Itálie (ITA) · Aldo Dezi · Francesco La Macchia                                  | Maďarsko (HUN) · Imre Farkas · András Törő                               |
| K1 1000 m    | Erik Hansen · Dánsko (DEN)                                                                          | Imre Szöllösi · Maďarsko (HUN)                                                   | Gert Fredriksson · Švédsko (SWE)                                         |
| K1 4 × 500 m | Tým sjednoceného Německa (EUA) · Dieter Krause · Günther Perleberg · Paul Lange · Friedhelm Wentzke | Maďarsko (HUN) · Imre Szöllösi · Imre Kemeczei · András Szente · György Mészáros | Dánsko (DEN) · Erik Hansen · Helmuth Nyborg · Arne Høyer · Erling Jessen |
| K2 1000 m    | Švédsko (SWE) · Gert Fredriksson · Sven-Olov Sjödelius                                              | Maďarsko (HUN) · András Szente · György Mészáros                                 | Polsko (POL) · Stefan Kapłaniak · Władysław Zieliński                    |

### Ženy
| Kategorie | Zlato                                                   | Stříbro                                                            | Bronz                                                |
| --------- | ------------------------------------------------------- | ------------------------------------------------------------------ | ---------------------------------------------------- |
| K1 500 m  | Antonina Seredina · Sovětský svaz (URS)                 | Therese Zenzová · Tým sjednoceného Německa (EUA)                   | Daniela Walkowiak · Polsko (POL)                     |
| K2 500 m  | Sovětský svaz (URS) · Marija Šubina · Antonina Seredina | Tým sjednoceného Německa (EUA) · Therese Zenzová · Ingrid Hartmann | Maďarsko (HUN) · Klára Fried-Bánfalvi · Vilma Egresi |

## Přehled medailí
| Pořadí | Země                           | Zlato | Stříbro | Bronz | Celkově |
| ------ | ------------------------------ | ----- | ------- | ----- | ------- |
| 1.     | Sovětský svaz (URS)            | 3     | 1       | 0     | 4       |
| 2.     | Maďarsko (HUN)                 | 1     | 3       | 2     | 6       |
| 3.     | Tým sjednoceného Německa (EUA) | 1     | 2       | 0     | 3       |
| 4.     | Dánsko (DEN)                   | 1     | 0       | 1     | 2       |
| 4.     | Švédsko (SWE)                  | 1     | 0       | 1     | 2       |
| 6.     | Itálie (ITA)                   | 0     | 1       | 0     | 1       |
| 7.     | Polsko (POL)                   | 0     | 0       | 2     | 2       |
| 8.     | Rumunsko (ROU)                 | 0     | 0       | 1     | 1       |
| Celkem | Celkem                         | 7     | 7       | 7     | 21      |